# Motey-Besuche
Motey-Besuche è un comune francese di 114 abitanti situato nel dipartimento dell'Alta Saona nella regione della Borgogna-Franca Contea.

## Società

### Evoluzione demografica
Abitanti censiti